# Королівський монетний двір
Королівський монетний двір (англ. The Royal Mint) — національний монетний двір Великої Британії. Офіційний виробник британських монет.
Перша згадка про Королівський монетний двір походить з 886 року. Більше 500 років він знаходився в Лондонському Тауері, після чого був перенесений до комплексу «Royal Mint Court», тепер в боро Тауер-Гемлетс. У 1968 році, виробництво було перенесено в місто Ллантрісант (Ронта-Кінон-Тав, Уельс).
Сучасний Королівський монетний двір діє як державне товариство з обмеженою відповідальністю, яке повністю належить Королівській Скарбниці, казначейству Великої Британії. В його обов'язки входить карбування монет, медалей і зливок банківських металів як для Великої Британії, її заморських територій, так і для інших держав за укладеними угодами.